# Andrzej Drzycimski
Andrzej Józef Drzycimski (ur. 30 października 1942 w Chełmży) – polski historyk, dziennikarz i pracownik naukowy, działacz opozycji w okresie PRL, w latach 1990–1994 rzecznik prasowy prezydenta RP Lecha Wałęsy.

## Życiorys
Syn Józefa, urzędnika dyrekcji okręgowej Poczty Polskiej, i Stefani z domu Wendorff. Po II wojnie światowej rodzina osiedliła się w Gdańsku. Jego rodzice w 1990 zginęli w wypadku komunikacyjnym.
Andrzej Drzycimski ukończył w 1960 VIII Liceum Ogólnokształcące w Gdańsku, a w 1965 studia na Wydziale Humanistycznym Uniwersytetu Mikołaja Kopernika w Toruniu. W 1976 uzyskał następnie stopień doktora z zakresu historii. W 1997 rada Wydziału Nauk Historycznych UMK w Toruniu nadała mu stopień doktora habilitowanego, jednak decyzja ta nie została zatwierdzona przez Centralną Komisję do Spraw Stopni i Tytułów.
Pracował początkowo jako nauczyciel, następnie w różnych instytucjach (m.in. w Bibliotece Gdańskiej PAN, Muzeum KL Stutthof, Instytucie Bałtyckim). Przez kilkanaście lat był dziennikarzem w „WTK” i „Słowie Powszechnym”.
W 1980 należał do sygnatariuszy listu dziennikarzy do Międzyzakładowego Komitetu Strajkowego. Po wydarzeniach sierpniowych z 1980 zaangażował się w działalność NSZZ „Solidarność”. Publikował w prasie związkowej. W stanie wojennym internowano go na okres od 13 grudnia 1981 do 8 lipca 1982.
Razem z Adamem Kinaszewskim w 1985 w Paryżu wydał Dziennik internowanego, stanowiący zapis pobytu w obozie internowania. Obaj opublikowali także pierwszą biografię Lecha Wałęsy pt. Droga nadziei.
W 1990 został rzecznikiem prasowym Lecha Wałęsy (przewodniczącego NSZZ „S”). Po jego zwycięstwie w wyborach prezydenckich, objął kierownictwo Biura Prasowego Prezydenta RP i stanowisko rzecznika prasowego prezydenta. W 1994 odszedł z tych funkcji. W 1994 założył Fundację św. Wojciecha z siedzibą w Gnieźnie. Publikował artykuły w kwartalniku społeczno-politycznym „Przegląd Polityczny”.
Zajął się działalnością dydaktyczną na różnych uczelniach. Był m.in. prorektorem Wyższej Szkoły Administracji i Biznesu im. Eugeniusza Kwiatkowskiego w Gdyni oraz profesorem i kierownikiem Zakładu Systemów Komunikowania i Public Relations Wyższej Szkoły Zarządzania i Prawa im. Heleny Chodkowskiej w Warszawie.

## Życie prywatne
Żonaty z Krystyną (nauczycielką matematyki), ma dwie córki: Sabinę i Lucynę.

## Publikacje
- Osiem dni w Polsce, Editions Spotkania, Paryż 1984.
- Dziennik harcerza i Szarotki (przygotowanie do druku, komentarz), Zakład Narodowy im. Ossolińskich, Wrocław 1986 (nagroda „Polityki” w 1986).
- Wojna zaczęła się na Westerplatte, Krajowa Agencja Wydawnicza, Gdańsk 1989.
- Major Henryk Sucharski, Zakład Narodowy im. Ossolińskich, Wrocław 1990.
- Prezydenci Polski (współautor), Wyd. Sejmowe, Warszawa 1991.
- Komunikatorzy. Wpływ, wrażenie, wizerunek, Branta, Warszawa 2000.
- Droga nadziei (współautor), Społeczny Instytut Wydawniczy Znak, Kraków 2006.
- Gdańsk według Lecha Wałęsy (współautor), Urząd Miejski w Gdańsku, Gdańsk 2008.
- Westerplatte 1939. Przed szturmem, Słowo/obraz terytoria, Gdańsk 2009.
- Reduta Westerplatte (współautor), Oficyna Gdańska, Gdańsk 2014.
- Dziennik internowanego (grudzień 1981 – grudzień 1982) (współautor), Oficyna Gdańska, Gdańsk 2014.
- Dwutomowa monografia: t. 1: Westerplatte. Reduta w budowie 1926–1939, t. 2: Westerplatte. Reduta wojenna 1939, Fundacja Gdańska, Gdańsk 2014.
- Westerplatte. Kulisy niemieckiej wojny propagandowej, Muzeum Gdańska, Oficyna Gdańska, Gdańsk 2019.

## Odznaczenia i wyróżnienia
- Krzyż Oficerski Orderu Odrodzenia Polski (za wybitne zasługi w działalności na rzecz przemian demokratycznych w Polsce, 2021)[5]
- Krzyż Wolności i Solidarności (za zasługi w działalności na rzecz niepodległości i suwerenności Polski oraz respektowania praw człowieka w Polskiej Rzeczypospolitej Ludowej, 2012)[6]
- Medal „Pro Patria” (2024)[7]
- Order Narodowy Zasługi (Francja, 1991)[1]
- Medal św. Wojciecha (2015)[8]
- Medal Prezydenta Miasta Gdańska (2015)[1]
- Medal „De nihilo nihil fit” marszałka województwa pomorskiego[1]
- Złota odznaka Stowarzyszenia „Nasz Gdańsk”[1]
- Nagroda im. Włodzimierza Pietrzaka (1981)[1]
- Nagroda Przewodniczącego Komitetu Radia i Telewizji za twórczość radiową (1991)[1]
- Nagroda Główna im. Witolda Hulewicza za dwutomową monografię Westerplatte (2015)[1]
- Nagroda Prezydenta Miasta Gdańska w Dziedzinie Kultury (2016)[9]